# Ewa Jansson
Ewa Maria Jansson, en period Sandahl, född 12 april 1965, är en svensk tidigare handbollsspelare (kantspelare).

## Klubbkarriär och privatliv
Ewa Jansson spelade för Skuru IK största delen av sin karriär. Hon verkar ha slutat spela klubbhandboll 1998 för då upphör tidningsartiklarna om henne som målgörare i Skuru. 1993 när hon slutat i landslaget verkar hon sluta under en period även i Skuru. i oktober 1996 heter hon åter Ewa Jansson som målgörare i Skuru.  
1987 till 1990 utbildade hon sig till gymnastiklärare på GIH och har sedan 1990 arbetat som gymnastiklärare i Nacka kommun. 1992 gifter hon sig med Staffan Sandahl men de blir skilda 1996. 1999 gifte hon om sig med Henrik Blomberg.

## Landslagskarriär
Ewa Jansson spelade 11 matcher och lade 20 mål i ungdomslandslaget från 1982 till 1984. Hon fick sedan en lång och framgångsrik karriär i A-landslaget. Hon debuterade mot Danmark i Skara den 4 december 1984 då Sverige förlorade med 15-19. Hon spelade sedan 112 matcher i A-landslaget varav 51 vanns och 50 förlorades. Hon stod för 174 mål på dessa landskamper. Enligt den gamla statistiken spelade hon bara 106 landskamper. Den 6 december 1992 spelade hon sin sista landskamp mot Litauen i ett VM-kval. Matchen gällde vem som skulle komma trea och nå VM och Sverige vann med 16-15 och kvalade in till VM 1993.